# Клеа
Клеа (англ. Clea) — героиня американских комиксов издательства Marvel Comics. Она является ученицей и возлюбленной Доктора Стрэнджа, а также его преемницей на посту Верховного мага Земли. 
Несмотря на своё внеземное происхождение, Клеа, будучи дочерью Орини, князя мистического царства Тёмного измерения, и представительницы расы энергетических существ Фолтейн по имени Умар, выглядит как обычный человек. Кроме того, она приходится племянницей демоническому тирану Дормамму. Благородная Клеа считается законной правительницей Тёмного измерения, из которого когда-то был изгнан Дормамму и которое он впоследствии завоевал. 
Она заняла 28-е место среди «100 самых сексуальных женщин в комиксах» по версии Comics Buyer's Guide.

## История публикаций
Клеа была создана сценаристом Стэном Ли и художником Стивом Дитко и впервые появилась в Strange Tales #126 (ноябрь, 1964 года). Она была введена в сюжетную арку, где Доктор Стрэндж впервые столкнулся со своим злейшим врагом Дормамму. Имя Клеа не было выявлено в течение нескольких выпусков и её персонажа называли "таинственная седовласая девушка" или "пленная женщина". Позже было выявлено, что её отец является одним из учеников Дормамму. Имя Клеа, в конечном итоге, стало известно через два года.
Изначально, ничто не указывало на связь между Клеа и Умар или хотя бы на то, что они знают друг друга. Позднее  стало известно, что она дочь Умар, а её отец Орини - ученик Дормамму и правитель Тёмного измерения.
В 2004 году Клеа появилась в серии Witches с Дженнифер Кэйл, Сатаной и Топаз.
Брайан Майкл Бендис описал Клеа как: "Клеа является хозяйкой Тёмного измерения и она бывшая подруга/жена Стрэнджа. Она обучалась у Стрэнджа прямо в его доме. Она была для Стрэнджа тем, кем Стрэндж был для Древнего (Учитель Стрэнджа в мистических искусствах). Но как повелительницы тьмы, её не было в этой роли существенно много за последнее время. И кто собирается воспринимать её всерьёз в таких штанах?".
После событий комикса Death of Doctor Strange 2021 года, Клеа становится новым Верховным магом Земли и выступает главной героиней собственной сольной серии Strange, написанной Джедом Маккеем.

## Биография
Клеа была дочерью князя Орини, который был законным наследником Тёмного измерения, и Умар, сестры Дормамму. Умар отказалась воспитывать их дочь и воспитанием занялся Орини. Он запретил кому-либо говорить Клеа о её происхождении. Много лет спустя повзрослевшая Клеа наблюдала за Доктором Стивеном Стрэнджем и была поражена его мужеством. Она предупредила его о приближении Дормамму, а тот наказал её за предательство. Стрэндж заставил Дормамму освободить её, однако она осталась единственным союзником Стрэнджа в Тёмном измерении и вскоре вновь стала пленником своего дяди.
Умар взяла Клеа в заложницы и чуть не убила её. Древний отправил Клеа в карманное измерение, чтобы спасти ей жизнь. Она была найдена и спасена Доктором Стрэнджем, после чего отправилась на Землю, чтобы жить с ним.
Позжне она была захвачена Серебряным кинжалом. Благодаря духу Стрэнджа, находившемуся в её теле, вместе им удалось победить Серебряного кинжала . Затем Умара напала на Клеа на Земле и та сражалась с ней.
Позже Клеа и Стрэндж предотвратили восстание в Тёмном измерении, где Клеа узнала, что Умар - её мать и победили её в мистической битве. Клеа показала жителям Тёмного измерения, что Умар не заботилась о своих подданных и была готова жертвовать их жизнями, чтобы остановить её. Те пришли к общему мнению, что Клеа должна стать новой королевой Тёмного измерения. На её голове появилось "Пламя Регента", которое сделало её достаточно сильной, чтобы изгнать своих родителей из Тёмного измерения и занять трон.
Клеа и Стрэндж обменялись клятвами и поженились по законам Тёмного измерения. Несколько месяцев спустя Дормамму возвратился в Тёмное измерение, дабы захватить власть. Клеа стала приманкой для Доктора Стрэнджа, однако вместе им удалось остановить Дормамму. Умар, узнав, что её дочь вышла замуж, не захотела причинять ей вреда и помогла в битве против Дормамму. Умар и её любовник Барон Мордо стали править Тёмным измерением, но обещали не злоупотреблять своей властью. Клеа неохотно согласилась и вернулась на Землю со Стрэнджем.
Некоторое время спустя ей явился житель Тёмного измерения, который рассказал ей, что Умар и Мордо предали её доверие. Позже выяснилось, что это был Дормамму в маскировке.
В течение многих лет Клеа более не появлялась на страницах Marvel. Тем не менее она несколько раз была упомянута Доктором Стрэнджем, например когда он сказал Иллюминатам, что Клеа покинула его, чтобы предотвратить восстание в Тёмном измерении.
Клеа возвращается и выясняется, что она находилась в зале Одина, чтобы помочь Валькирии воскресить Аннабель Риггс. Позднее Клеа присоединилась к Защитникам.

## Силы и способности
Клеа является Верховной волшебницей тёмного измерения, обладающей высокими полномочиями, связанными с манипуляцией магией для различных эффектов. Она демонстрирует такие способности как телекинез, телепортация между измерениями, высвобождение магии в качестве магического заряда, а также левитацию, гипноз, чтение мыслей, контроль над разумом, а также сверхчеловеческие возможности. Предположительно, она владеет теми же заклинаниями, что и её бывший наставник Доктор Стрэндж. Будучи наполовину Фелтайном, Клеа, возможно, способна поглощать энергию, как Умар и Дормамму. Клеа обладает долголетием, прожив несколько веков и практически не постарев за это время. Пламя Регента наградило её ещё большей магической силой. Доктор Стрэндж также обучил её рукопашному бою.

## Альтернативные версии

### Marvel 1602
Во вселенной 1602 Клеа является женой английского врача доктора Стивена Стрэнджа. После гибели Стрэнджа, она открывает портал и возвращается в собственный мир.

### Earth X
В реальности Earth X Клеа предаёт Доктора Стрэнджа и убивает его, по приказу её любовника Локи, став Верховной колдуньей этой реальности. Её измену обнаружил Брюс Бэннер, после чего она была заключена Тором в Асгарде. Доктор Стрэндж возвращается к жизни и освобождает её, желая возобновить отношения, но она отказывается, ссылаясь на то, что он до сих пор не понимает её.

### Ultimate Marvel
В Ultimate Marvel Клеа - бывшая ученица и вдова знаменитого волшебника Доктора Стефана Стрэнджа, пропавшего без вести. После безуспешных поисков своего возлюбленного, девушка осела в отдалённых районах Нью-Йорка и совершенно забыла о магии, по видимому, виня её в пропаже своего мужа. Там она и растила своего сына - Стефана Стрэнджа младшего. .

### M.O.D.O.K. Assassin
В комиксе M.O.D.O.K. Assassin Клеа - противоположность своего прототипа. Она ненавидит Доктора Стрэнджа и является возлюбленной Барона Мордо, которого сама называет по имени. Также она презирает МОДОКа и часто просит Карла убить его, но тому нужен хороший союзник. В итоге, после нападения Мордо на Анжелу и МОДОКа, они сами решают всё же убить Джорджа, но Анжела убивает Клеа, вызвав молнию, а МОДОК сначала отрубает Барону Мордо руку, а затем убивает, хотя хотел сдать его Думу.

## Вне комиксов

### Телевидение
Клеа, наряду с Доктором Стрэнджем, появляется в качестве камео в одной из серий мультсериала «Люди Икс» 1992 года. Когда Шельма, Гамбит и Росомаха находятся на горнолыжном курорте, рядом с ними находятся Клеа и Стрэндж.

### Кино
- В фильме «Доктор Стрэндж» 1978 года роль Клеа исполнила Анна-Мария Мартин[24]. Здесь Клеа - обычная девушка, не обладающая никакими мистическими способностями по имени Клеа Лейк. Она становится пешкой в игре Морган ле Фей. Чтобы спасти жизнь Клеа, Доктору Стрэнджу нужно попасть в магический мир, где происходит битва между добром и злом.
- Клеа упоминается в полнометражном мультфильме «Доктор Стрэндж» 2007 года, в разговоре между Стрэнджем и Вонгом как одна из самых многообещающих студентов. В финале Стрэндж должен был обучать её и других учеников магическим искусствам, однако они так и не были показаны.

#### Киновселенная Marvel
- Шарлиз Терон исполнила роль Клеа в первой сцене после титров фильма «Доктор Стрэндж: В мультивселенной безумия» (2022)[25].

### Видеоигры
- Клеа появляется как неиграбельный персонаж в игре Marvel: Ultimate Alliance, где её озвучивает Марабина Джеймс[26].
- Кэри Уолгрен озвучивает Клеа в игре Marvel Heroes[26].
- Клеа является играбельным персонажем в игре Marvel: Future Fight для Android и IOS.
- В игре LEGO Marvel Super Heroes 2 Клеа представлена как игровой персонаж[27].
- Клеа появляется как игровой персонаж в LEGO Marvel’s Avengers .